# Anilios troglodytes
Anilios troglodytes — вид змій родини сліпунів (Typhlopidae). Ендемік Австралії.

## Поширення і екологія
Anilios troglodytes мешкають в регіоні Кімберлі в Західній Австралії. Вони живуть в саванах та на сухих луках. Живляться личинками та лялечками мурах і термітів.